# Pornóapáti
Pornóapáti (nemško Pernau, hrvaško Pornova) je vas na Madžarskem, ki upravno spada pod Sombotelsko okrožje Železne županije.